# Ranoidea auae
A Ranoidea auae a kétéltűek (Amphibia) osztályának békák (Anura) rendjébe és a Pelodryadidae családba tartozó faj.

## Előfordulása
A faj Indonézia endemikus faja. Természetes élőhelye a szubtrópusi vagy trópusi nedves síkvidéki erdők és mocsarak. A fajt élőhelyének elvesztése fenyegeti. 